# 中央らいふ
中央らいふ（ちゅうおうらいふ）は東京都中央区を限定とした、タブロイド版の地域情報誌。2005年（平成17年）1月10日創刊。

## 配布方法・配布部数
ポスティング配布を中心とした手法。また、日本橋駅などの主要拠点に設置も行っている。

## 特徴
東京都中央区在住・在勤の方をターゲットとしている。内容はイベント情報から、地域ニュース、グルメと幅広い。文字が大きく親しみやすいデザイン。